# Slowenen in Österreich
Slowenen in Österreich umfassen die autochthone Minderheit der Kärntner Slowenen und Steirischen Slowenen sowie in Österreich lebende Bürger Sloweniens.
Bei der Volkszählung 2001 gaben 24.855 Personen als Umgangssprache Slowenisch an. Weiters gaben 568 Personen als Umgangssprache Windisch an. Davon waren laut der Volkszählung 2001 17.953 (bzw. 18.520, falls man die Angabe Windisch mit berücksichtigt) österreichische Staatsbürger und 13.225 (bzw. 13.772) in Österreich geboren. Die Mehrheit dieser ethnischen Slowenen mit österreichischer Staatsbürgerschaft zählt zu den anerkannten autochthonen Minderheiten in Kärnten (den Kärntner Slowenen) und der Steiermark (den Slowenen in der Steiermark). Deren Siedlungsgebiete sind räumlich voneinander getrennt, schließen jedoch jeweils an Slowenien an.
Zur Gruppe der Slowenen in Österreich gehören aber auch Bürger des Staates Slowenien. Für den Stichtag 1. Januar 2011 gibt die „Slowenische Community in Österreich“ die Zahl von 16.800 Menschen mit Herkunft aus Slowenien in Österreich an. Die Autochthonen stellen also in den 2010er Jahren eine Minderheit unter den Slowenen in Österreich dar. Die slowenische Botschaft in Österreich teilte mit, dass von den Menschen in Österreich mit slowenischer Staatsangehörigkeit 3.274 zur Wahl zum Slowenischen Parlament am 4. Dezember 2011 wahlberechtigt gewesen seien.
Auffällig ist der steigende Anteil der Ausländer unter den Slowenen in Österreich. Dabei ist zu berücksichtigen, dass in keinem Jahr seit 2006 mehr als 42 ehemalige Staatsbürger Sloweniens die österreichische Staatsangehörigkeit erhielten. Der Anstieg der Ausländerquote ist zum einen durch den Verfall der slowenischen Sprachkenntnisse unter den autochthonen Slowenen bzw. Slowenischstämmigen zu erklären, der zu einer veränderten Zuordnung der betreffenden Personen in Statistiken führt, zum anderen durch den Beitritt Sloweniens zur Europäischen Union im Jahr 2004, der es Staatsbürgern Sloweniens erleichtert hat, jenseits der Staatsgrenze in Österreich einen Wohnsitz zu begründen, ohne die österreichische Staatsangehörigkeit anstreben zu müssen (wegen der mit der Unionsbürgerschaft verbundenen Privilegien).
Die Republik Slowenien betrachtet sich als Patron der autochthonen Slowenen in Österreich. Deren Belange fallen in die Kompetenz des slowenischen „Ministeriums für Ausslandsslowenen“. Der slowenische Außenminister Karl Erjavec bemängelte im Februar 2017, dass durch die neue Landesverfassung Kärntens die slowenische Sprache diskriminiert werde, indem sie nicht als „die Sprache der Vollziehung des Landes Kärnten“ gelte.